# Massacre de Wagalla
O massacre de Wagalla foi um massacre de somalis étnicos pelo Exército queniano em 10 de fevereiro de 1984 no Condado de Wajir, Quênia. As tropas do governo receberam ordens para parar a violência dos clãs na área, e o fizeram primeiro detendo cerca de 5 000 moradores em uma pista de pouso, negando-lhes comida e água por uma semana e, em seguida, atirando-lhes. O massacre só foi investigado pelo governo do Quênia em 2011.